# Saint-Clair, Lot
Saint-Clair är en kommun i departementet Lot i regionen Occitanien i södra Frankrike. Kommunen ligger i kantonen Gourdon som tillhör arrondissementet Gourdon. År 2022 hade Saint-Clair 141 invånare.

## Befolkningsutveckling
Antalet invånare i kommunen Saint-Clair
| Referens: INSEE |